# Andreas Dithmer
Andreas Dithmer (Kopenhagen, 1 augustus 2005) is een Deens voetballer die doorgaans speelt als doelman. Hij verruilde in 2025 FC Utrecht voor Hillerød Fodbold.

## Clubcarrière
Dithmer doorliep vanaf 2018 de jeugdopleiding van FC Kopenhagen, dat hem scoutte bij Hellerup IK. Hij speelde onder andere in de UEFA Youth League tegen Bayern München en Manchester United, maar voor het eerste team van Kopenhagen kwam het niet tot een debuut.
In de wintertransferperiode van het seizoen 2023/24 verhuurde Kopenhagen Dithmer aan Jong FC Utrecht, die een extra keeper nodig hadden na het verhuren van Calvin Raatsie en een blessure van Kevin Gadellaa. Hij kwam in de resterende helft van het seizoen tot 12 wedstrijden, waarna voor het volgende seizoen de koopoptie werd gelicht en Dithmer definitief aansloot bij Utrecht. Hij deelde de positie van eerste keeper voor het belofteteam met Tom de Graaff en Kevin Gadellaa.
Medio 2025 stapte Dithmer over naar Hillerød Fodbold.

## Statistieken
| Seizoen | Club              | Competitie     | Competitie | Competitie | Beker | Beker | Overig | Overig | Totaal | Totaal |
| Seizoen | Club              | Competitie     | Wed.       | Dlp.       | Wed.  | Dlp.  | Dlp.   | Dlp.   | Wed.   | Dlp.   |
| ------- | ----------------- | -------------- | ---------- | ---------- | ----- | ----- | ------ | ------ | ------ | ------ |
| 2023/24 | → Jong FC Utrecht | Eerste divisie | 12         | 0          | –     | –     | –      | –      | 12     | 0      |
| 2024/25 | Jong FC Utrecht   | Eerste divisie | 11         | 0          | –     | –     | –      | –      | 11     | 0      |
| Totaal  | Totaal            | Totaal         | 23         | 0          | –     | –     | –      | –      | 23     | 0      |

Bijgewerkt op 16 juni 2025.